# Refúgio de Vida Selvagem Tabin
O Refúgio de Vida Selvagem Tabin é uma reserva natural localizada em Sabah, Malásia. Ela foi criada em 1984, ocupando uma área 122.539 hectares na região central da península de Dent. A reserva está a 48 km a leste da cidade de Lahad Datu.